# Karl Wagner (Statistiker)

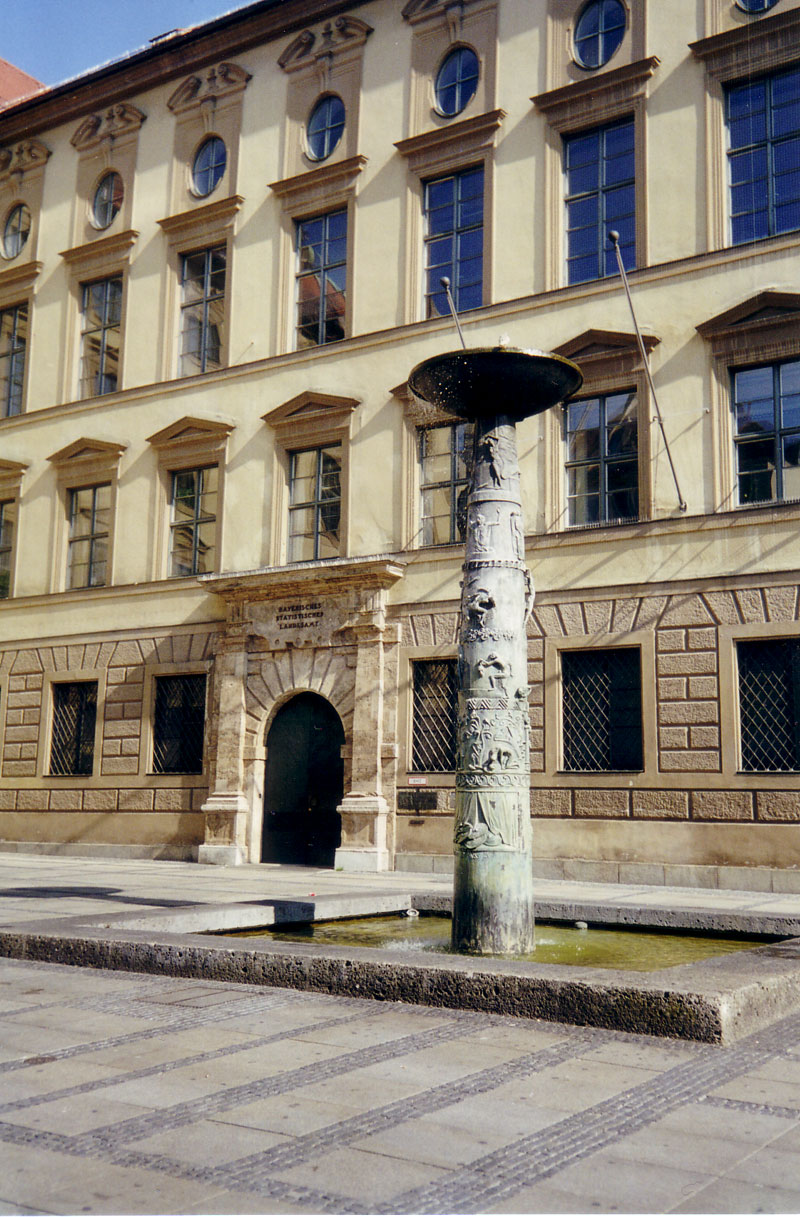
Richard-Strauss-Brunnen in der Kaufingerstraße München, im Hintergrund das Bayerische Statistisches Landesamt

Karl Wagner (* 15. Oktober 1893 in München; † 31. Mai 1963 ebenda) war Gründer des ifo Institut für Wirtschaftsforschung und Präsident des Bayerischen Statistischen Landesamtes (heutiges Bayerisches Landesamt für Statistik).

## Leben
Karl Wagner studierte neuere Sprachen, ehe er zum Militärdienst im Ersten Weltkrieg herangezogen wurde. Bis 1920 war er Kriegsgefangener. Dann studierte er Nationalökonomie und Statistik in München, wo er 1922 promovierte. 1923 trat er als wissenschaftlicher Hilfsarbeiter in die Dienste des Statistischen Reichsamts in Berlin. 1927 war er dort an der Reichswohnungszählung beteiligt, 1933 an der Volks-, Berufs- und Betriebszählung. In den Jahren 1942 bis 1945 arbeitete er in der Wirtschaftskammer Bayern in München.  
Am 12. Februar 1946 wurde Wagner kommissarischer Leiter des Bayerischen Statistischen Landesamts und ab 1947 dessen Präsident. Sein Vorgänger, Friedrich Burgdörfer, wurde im Oktober 1945 aufgrund einer alliierten Verfügung als Belasteter aus dem Amt entlassen. Burgdörfer war ebenfalls ab 1925 im Statistischen Reichsamt tätig gewesen sowie Referent im Rassepolitischen Amt der NSDAP.
Wagner war am 24. Januar 1949 Gründer und bis 1955 Vorstandsvorsitzender des ifo Institut für Wirtschaftsforschung.
Ende Januar 1956 bezog das Bayerische Statistische Landesamt die Büroräume gegenüber dem Kaufhaus Brenninkmeijer in der Kaufingerstraße in München. Wagner wurde 1959 pensioniert. Sein Nachfolger als Leiter des Statistischen Landesamts wurde Richard Schachtner.